# Anjum Sultana Sima
Anjum Sultana Sima é uma política da Liga Awami e um membro do Parlamento de Bangladesh num assento reservado.

## Biografia
Sultana nasceu no dia 28 de setembro de 1971. Ela tem um bacharelato em educação. O seu pai, Afzal Khan, foi um líder na Liga Awami.

## Carreira
Sultana foi indicada para disputar a eleição para presidente da cidade de Comilla pela Liga Awami em 2017. Ela perdeu a eleição para Monirul Haque Sakku. Esta derrota deu-se em parte devido a conflitos internos na Liga Awami e à falta de apoio do membro local do parlamento da Liga Awami A. K. M. Bahauddin Bahar.
Sultana foi eleita para o parlamento no assento reservado como candidata pela Liga Awami em 2019.